# Amy Johnson
Amy Johnson (Kingston upon Hull, Inglaterra, 1 de julho de 1903 — Londres, 5 de janeiro de 1941) foi uma pioneira da aviação, destacando-se por ser uma das primeiras mulheres a pilotar um avião.

## Anos iniciais
Amy nasceu em 1 de julho de 1903, na cidade portuária de Hull, na Inglaterra, onde os seus pais trabalhavam na indústria pesqueira. Frequentou a Universidade de Sheffield, formando-se em Artes e Economia e posteriormente tirou um curso de secretariado, passando a trabalhar em Londres. Este tipo de emprego, apesar de tipicamente feminino na década de 1920, não a satisfazia. Como passatempo, interessou-se pela aviação tendo de lutar contra fortes preconceitos para aprender a voar. Ser piloto era uma profissão essencialmente masculina e poucas escolas de aviação aceitavam mulheres como alunas. O seu caráter perseverante permitiu-lhe voar sem instrutor, pela primeira vez, em Junho de 1929. No final desse ano, recebeu a sua licença como aviadora, emitida pelo London Aeroplane Club.

## Feito notável
Durante as aulas de aviação, o seu instrutor mencionou-lhe que ela só seria levada a sério naquela profissão se realizasse algo de realmente notável. Foi-lhe sugerido o voo entre a Inglaterra e a Austrália, algo que nunca havia sido realizado por uma mulher. Amy assumiu este desafio e iniciou imediatamente a preparação para a viagem. Obteve um avião em segunda mão, o modelo De Havilland Gypsy Moth, um dos mais pequenos e populares da época. O pequeno avião com o nome de Jason, pode hoje ser observado no Science Museum em Londres. Mandou instalar depósitos adicionais de combustível e, visto que voaria sozinha, preveniu-se transportando equipamento para qualquer eventualidade. Usou um fato adequado e capacete, mas vestiu uns calções de caqui durante quase toda a viagem. Para defesa pessoal levou uma espingarda, bem como uma maleta de primeiros socorros, o que acabou por lhe ser útil para consertar o avião, ao utilizar adesivo para reparar as asas de lona que se romperam.
Em abril de 1930 Amy Johnson partiu para uma viagem de 19 dias, percorrendo os 16.000 quilómetros entre Londres e Darwin, na Austrália, onde aterrou a 24 desse mês. Pelo caminho teve de efetuar diversas aterragens, algumas delas forçadas, na selva, enfrentou tempestades de areia e efectuou diversos consertos no avião. O plano de Johnson era voar o menos possível sobre o mar, onde as suas hipóteses de sobrevivência seriam mínimas em caso de acidente. Assim, traçou rumo para sudeste, sobrevoando a Europa e a Ásia, depois virou a sul ao longo da península Malaia e sobrevoou as ilhas da Indonésia. A última etapa foi a mais perigosa ao ter de sobrevoar o Mar de Timor antes de atingir a costa australiana.
Ao levantar voo do aeroporto de Croydon, em Londres, Amy era uma desconhecida. No entanto, a imprensa e a rádio foram transmitindo notícias da sua epopeia e, ao descer do avião, havia-se transformado numa heroína internacional.

## Outros feitos notáveis

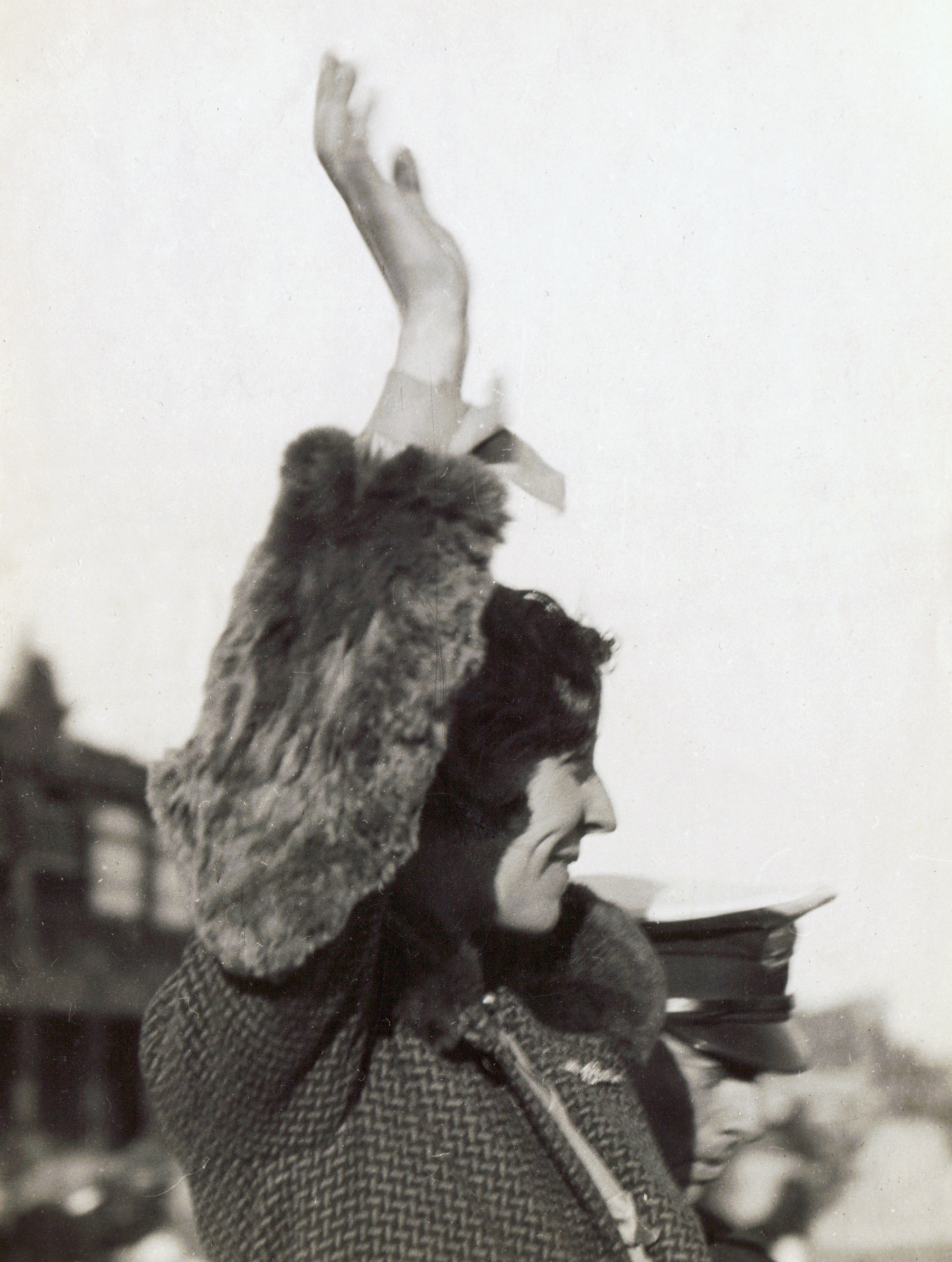
Amy Johnson em Kalgoorlie, Austrália, Julho de 1930.

Em Julho de 1931, Johnson e o seu co-piloto Jack Humphreys, voando num avião modelo De Havilland Puss Moth, tornaram-se os primeiros aviadores a completar uma viagem aérea entre  Londres e Moscovo em apenas um dia. Dali, atravessando a Sibéria, prosseguiram para Tóquio estabelecendo novo recorde na ligação entre a Inglaterra e o Japão. Junto com o seu marido também estabeleceu novo recorde de tempo na viagem entre Inglaterra e a Índia, em 1934, voando num De Havilland Comet. Em Julho de 1936 quebra o recorde que pertencia ao seu marido, ao efectuar a ligação Londres à Cidade do Cabo, na África do Sul.

## Outros dados biográficos
Amy Johnson casou em 1932 com um famoso colega aviador escocês, o piloto James "Jim" Mollison, com quem realizou longas viagens. No entanto, o casamento acabou por se desfazer apenas seis anos depois, em 1938. Os feitos heróicos de Amy lançaram-na numa extenuante exposição mediática. O jornal britânico Daily Mail pagou-lhe dez mil libras para efectuar uma viagem publicitária e Amy realizou inúmeras conferências, surgindo nos meios de comunicação de todo o mundo. Inspirou canções que elogiavam o seu feito heróico, bem como a realização de um filme em 1942, intitulado They Flew Alone. No entanto, todo essa esforço acabou por lhe provocar uma depressão nervosa.
Em 1940 colaborou no esforço de guerra, durante a Segunda Guerra Mundial, alistando-se no recém criado departamento Air Transport Auxiliary da Royal Air Force, sendo que o seu trabalho consistia em levar aviões das fábricas escocesas para as bases da Força Aérea no sul de Inglaterra. Em 5 de Janeiro de 1941 levantou voo de Prestwick, perto de Glasgow, mas, devido ao mau tempo, desviou-se da rota e veio a despenhar-se no estuário do Rio Tamisa. A tentativa de salvamento falhou e o corpo de Amy Johnson nunca foi recuperado.
Em 1958, uma colecção de lembranças de Amy, foram doadas pelo seu pai ao Sewerby Hall, uma mansão-museu em Yorkshire que hoje possui uma sala dedicada à vida de uma das maiores pioneiras da aviação.